# Robert Kasperczyk
Robert Kasperczyk (ur. 22 stycznia 1967 w Tuchowie) – polski piłkarz występujący na pozycji napastnika, trener.

## Kariera piłkarska
Karierę piłkarską rozpoczął w Hutniku Kraków, z którego drużyną juniorów zdobył w 1985 tytuł mistrza Polski. W drużynie seniorskiej Hutnika rywalizował następnie w II, a potem w I lidze. W ekstraklasie w latach 1990–1992 zaliczył 29 spotkań, strzelił dziewięć bramek.
W czasie odbywania służby wojskowej na przełomie lat 80. i 90. XX wieku był zawodnikiem Błękitnych Kielce. Zakończył karierę piłkarską z powodu kontuzji kręgosłupa.

## Kariera trenerska
Po zakończeniu kariery piłkarza podjął pracę trenerską w lokalnych drużynach amatorskich – Warzywrzyniance Wawrzeńczyce i Dąbskim Kraków, z którymi uzyskał awans do wyższych klas rozgrywkowych. Głównym jego zajęciem w latach 1992–2002 było jednak trenowanie grup młodzieżowych Hutnika, następnie w latach 2002–2006 pełnił funkcję szkoleniowca pierwszej drużyny tego klubu. Kolejne trzy sezony spędził w Górniku Wieliczka. Obydwa te kluby zajmowały pod wodzą Kasperczyka miejsca w górnej części tabeli trzeciego poziomu rozgrywkowego.
W 2009 po raz pierwszy został szkoleniowcem drużyny z drugiego poziomu – KSZO Ostrowiec Świętokrzyski. Po zakończeniu rundy jesiennej sezonu 2009/10 został zatrudniony w grającym również w I lidze Podbeskidziu Bielsko-Biała, które do ostatniej kolejki rozgrywek walczyło o utrzymanie. Największym osiągnięciem trenerskim Kasperczyka w Podbeskidziu był udział w półfinale Pucharu Polski 2010/11, pierwszy w historii klubu awans do Ekstraklasy (po zajęciu drugiego miejsca w I lidze w sezonie 2010/11), a następnie zajęcie dwunastego miejsca w Ekstraklasie 2011/12. W październiku 2012, po serii piętnastu meczów bez zwycięstwa w lidze, władze klubu rozwiązały kontrakt z Kasperczykiem.
W kwietniu 2010 został skazany prawomocnym wyrokiem Sądu Rejonowego w Lublinie, w ramach afery korupcyjnej w piłce nożnej, za sprzedanie w czerwcu 2005 meczu Hutnik Kraków – Motor Lublin. Kasperczyk sam zgłosił się do prokuratury.
W 2013 prowadził Stal Rzeszów, a od września 2013 do kwietnia 2014 trenował Motor Lublin. Prowadził następnie krótko Limanovię Limanowa.
Od 30 maja 2015 do 11 stycznia 2016 był trenerem Sandecji Nowy Sącz. W lutym 2016 został szefem skautingu w Cracovii, będąc jednocześnie odpowiedzialny za funkcjonowanie akademii piłkarskich w klubie. Zakończył tę pracę w grudniu 2020, ponownie obejmując ekstraklasowe Podbeskidzie. Po spadku tej drużyny z Ekstraklasy w maju 2021 władze klubu nie przedłużyły z nim kontraktu.

## Życie prywatne
Ma żonę Ewę.